# Vandringsgördelmätare
Vandringsgördelmätare, Cyclophora puppillaria är en fjärilsart som beskrevs av Jacob Hübner [1799]. Vandringsgördelmätare ingår i släktet Cyclophora och familjen mätare, Geometridae. Arten förekommer ytterst tillfälligt i Sverige, och reproducering har inte påvisats. Tre underarter finns listade i Catalogue of Life, Cyclophora puppillaria puppillaria (Hübner, [1799]), Cyclophora puppillaria granti Prout, 1935 och Cyclophora puppillaria lilacinipes Schaus & Cockerell, 1923.

## Bildgalleri

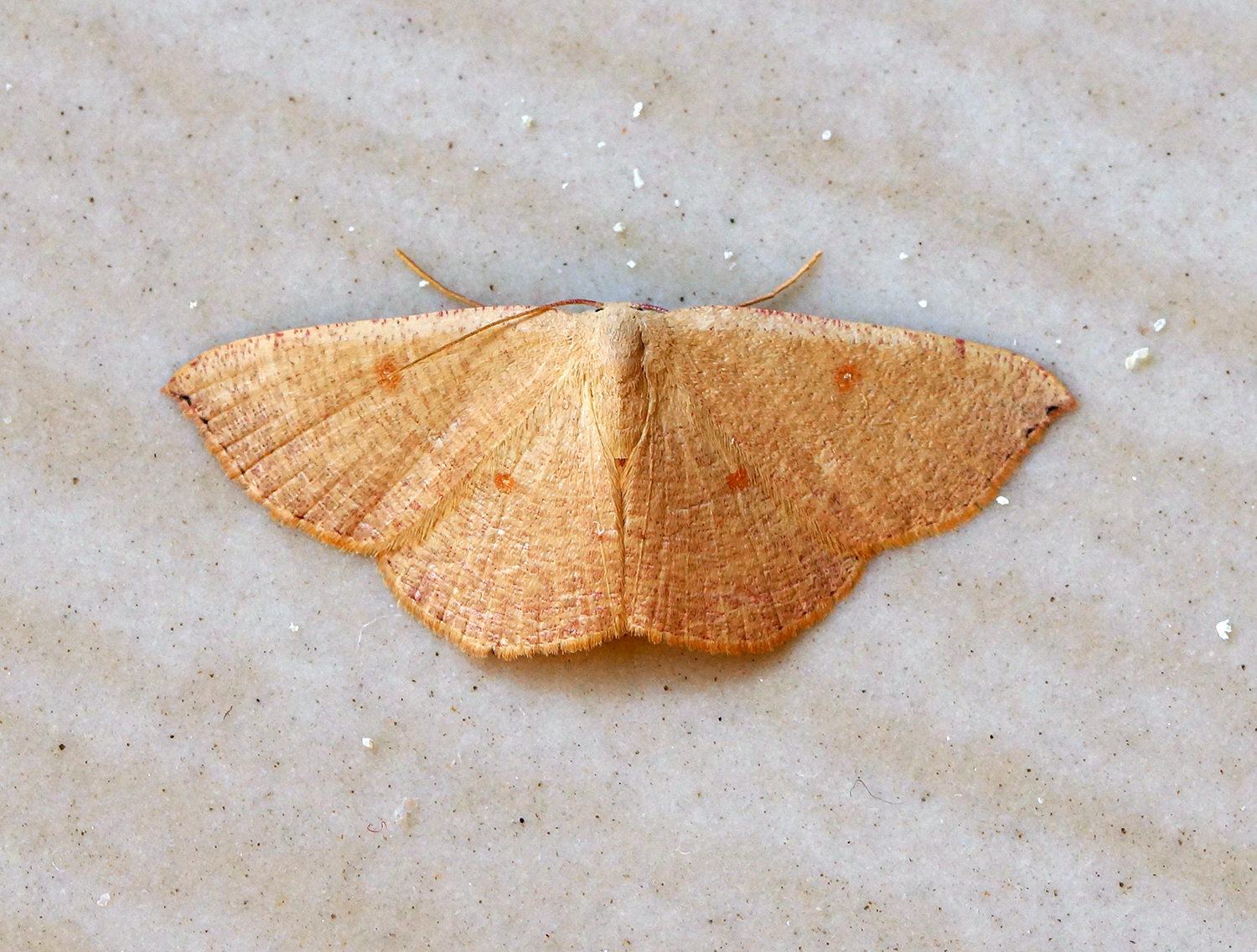
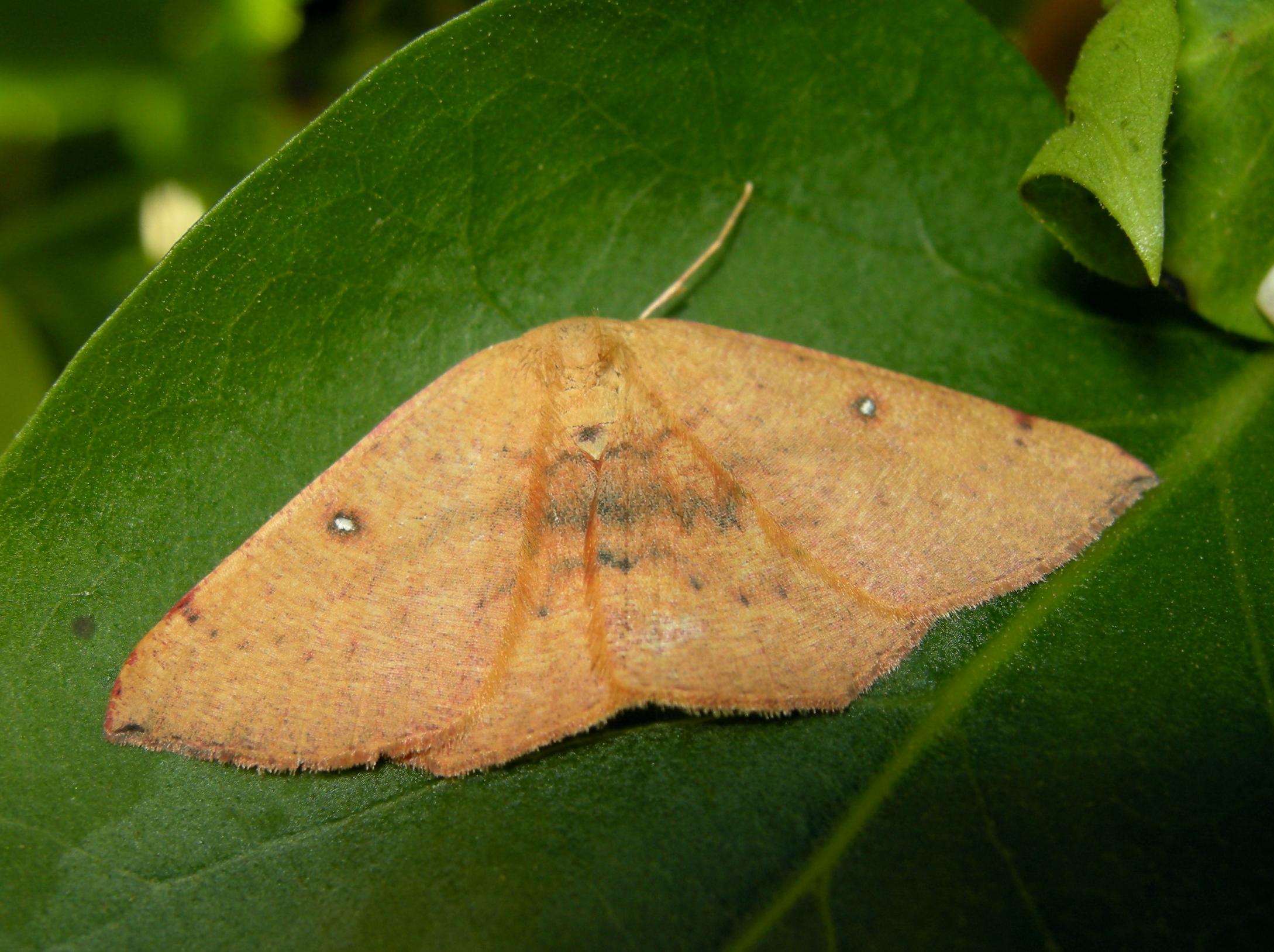
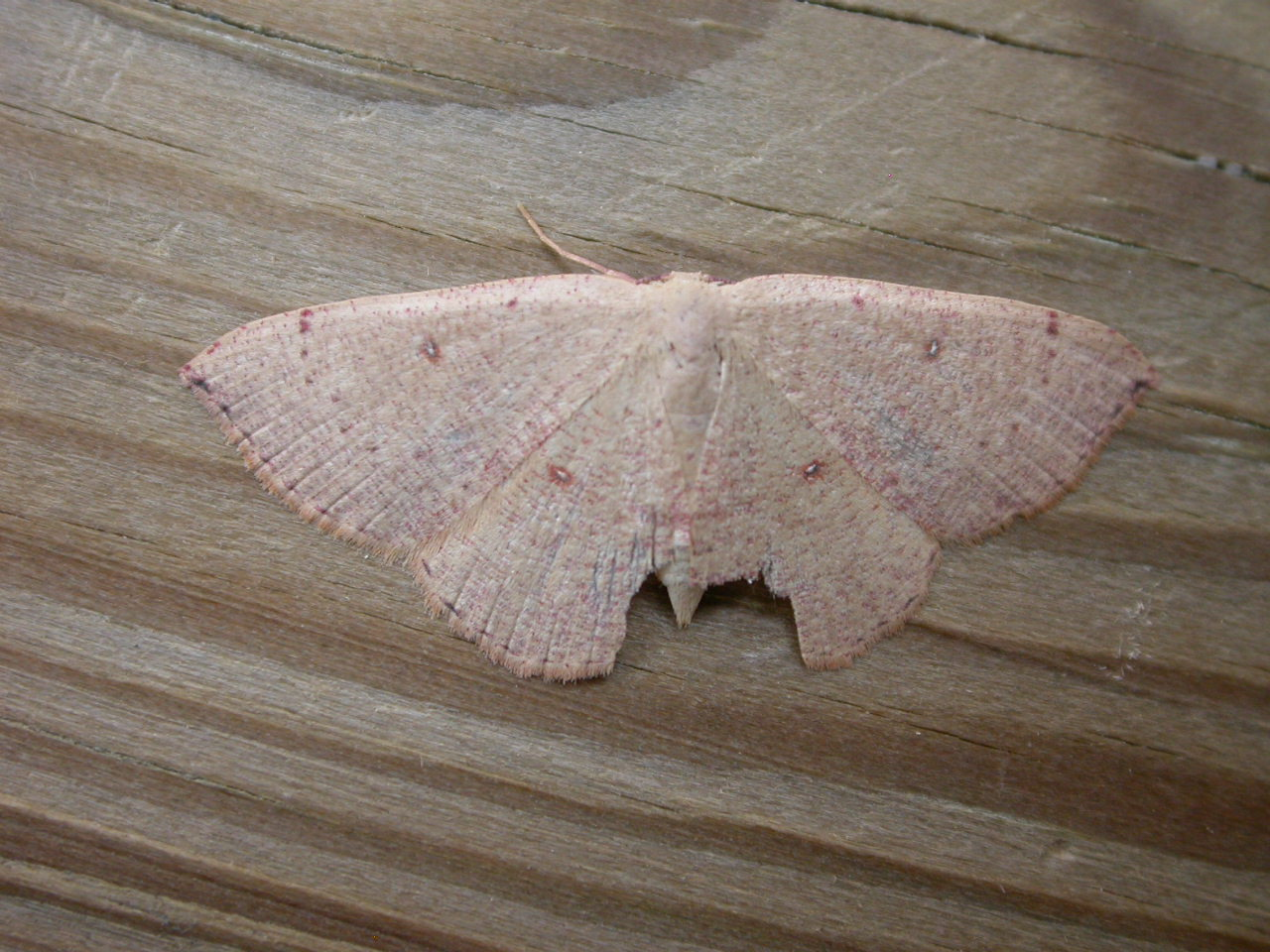